# Céline Cousteau
Céline S. Cousteau (Los Angeles County, 6 de junio de 1972) es una directora y productora de documentales, exploradora y diseñadora estadounidense, fundadora y directora de CauseCentric Productions y fundadora y presidente de la organización sin fines de lucro The Céline Cousteau Film Fellowship. Céline es hija del explorador, oceanógrafo y cineasta Jean-Michel Cousteau y nieta de Jacques Yves Cousteau.

## Carrera
A través de CauseCentric Productions, Céline Cousteau intenta crear contenido multimedia para extender el alcance de las historias humanitarias y ambientales. La Céline Cousteau Film Fellowship intenta permitir que los jóvenes cineastas, creativos y activistas motiven el cambio a través de la narración de historias.
A lo largo de su carrera, Cousteau ha trabajado en más de 18 documentales como directora, productora y presentadora. Además de los cortometrajes que produce bajo CauseCentric, ha pasado años trabajando en una importante película documental llamada Tribes on the Edge. Este proyecto comenzó como resultado de una solicitud de Céline por parte de las tribus del Valle del Javari en el Amazonas brasileño para contarle al mundo su historia. El proyecto fue finalizado en el otoño de 2016.